# Портрет Александра Ивановича Маркова
«Портрет Александра Ивановича Маркова» — картина Джорджа Доу и его мастерской, из Военной галереи Зимнего дворца.
Картина представляет собой погрудный портрет генерал-майора Александра Ивановича Маркова из состава Военной галереи Зимнего дворца.
К началу Отечественной войны 1812 года капитан Марков состоял в конно-артиллерийской № 23 роте 1-й запасной артиллерийской бригады и находился в корпусе П. Х. Витгенштейна, отличился во втором сражении при Полоцке, в боях на Березине и под Лабиау, был произведён в подполковники. Во время Заграничного похода 1813 года сражался в Пруссии и Саксонии, за отличие в битве при Галле произведён в полковники, далее он отличился в сражениях при Лютцене, Бауцене и Дрездене, во время Битвы народов под Лейпцигом прикрывал ставку прусского короля Фридриха Вильгельма III. В кампании 1814 года во Франции особо отличился в сражении при Бар-сюр-Обе, за что получил чин генерал-майора. Далее он отличился в сражении при Фер-Шампенуазе и при взятии Парижа.
Изображён в генеральском мундире, введённом для генералов пешей артиллерии 7 мая 1817 года. Слева на груди звезда ордена Св. Анны 1-й степени; на шее кресты прусских орденов Пур ле мерит и Красного орла 2-й степени; справа на груди крест ордена Св. Георгия 4-го класса, серебряная медаль «В память Отечественной войны 1812 года» на Андреевской ленте, крест ордена Св. Владимира 4-й степени с бантом, золотой крест «За победу при Прейсиш-Эйлау», кресты австрийского ордена Леопольда 3-й степени и баденского ордена Верности. С тыльной стороны картины надпись: Markoff 2. Подпись на раме: А. И. Марковъ 2й, Генералъ Маiоръ.
7 августа 1820 года Комитетом Главного штаба по аттестации Марков был включён в список «генералов, заслуживающих быть написанными в галерею» и 25 марта 1822 года император Александр I приказал написать его портрет. В это время Марков был начальником артиллерии 1-го пехотного корпуса, однако в 1826 году за должностные злоупотребления был снят с должности и предан суду. Тем не менее император Николай I не давал распоряжения об отмене написания портрета Маркова. Известно что от Маркова к Доу 23 декабря 1826 года был доставлен портрет-прототип для снятия копии и 4 июля следующего года прототип был возвращён. Это позволяет считать, что галерейный портрет был написан между указанными датами. Гонорар Доу был выплачен 21 июня 1827 года. Готовый портрет поступил в Эрмитаж 8 июля 1827 года. Сам портрет-прототип современным исследователям неизвестен.